# 新城卓
新城 卓（しんじょう たく、1944年2月1日 - ）は、日本の映画監督。株式会社新城卓事務所代表取締役。

## 来歴
沖縄県出身。シナリオ研究所を卒業後、今村昌平・浦山桐郎の助監督を経て、1983年に「OKINAWA BOYS オキナワの少年」で監督デビューした。
近年は石原慎太郎と組む事が多かった。

## 監督作品

### 映画
- 「OKINAWA BOYS オキナワの少年」（1983年）
- 「ザ・オーディション」（1984年）
- 「あいつに恋して」（1987年）
- 「パンダ物語」（1988年）
- 「秘祭」（1997年）原作・脚本：石原慎太郎
- 「俺は、君のためにこそ死ににいく」（2007年）製作総指揮・脚本：石原慎太郎
- 「青木ヶ原」（2013年）原作・製作総指揮・脚本・出演：石原慎太郎

### テレビドラマ（助監督）[1]
- 「サインはV」シーズン２（1973 - 1974年、TBS）
- 「日本沈没」（1974 - 1975年、TBS）
- 愛のサスペンス劇場「炎の記憶」 （1975年、日本テレビ）
- 「泣かせるあいつ」 （1976年、日本テレビ）
- 「俺たちの朝」 （1976 - 1977年、日本テレビ）
- ザ・スペシャル「密約」 （1978年、テレビ朝日）
- ザ・サスペンス「偽造の太陽」 （1982年、TBS）

### テレビドラマ（監督）
- 火曜サスペンス劇場（日本テレビ）
  - 「母の誘拐」 （1984年）
  - 「凍る風景」 （1986年）

- 列島縦断サスペンス「孔雀の誘惑」 （1989年、テレビ東京）
- 乱歩賞作家サスペンス「凶悪のマース」 （1989年、関西テレビ）
- 水曜グランドロマン「思春期外来２」 （1991年、日本テレビ）